# Ornithoica punctatissima
Ornithoica punctatissima är en tvåvingeart som beskrevs av Maa 1966. Ornithoica punctatissima ingår i släktet Ornithoica och familjen lusflugor. Inga underarter finns listade i Catalogue of Life.